# Heikant (Baarle)
Heikant is een buurtschap  in de gemeente Baarle-Nassau in de Nederlandse provincie Noord-Brabant. Het ligt in het oosten van de gemeente, tussen de buurtschappen Keizershoek en Voske. Aan de westkant van de gemeente bevindt zich nog een buurtschap met de naam Heikant.
Dorpen: Baarle (deels) · Castelré · Ulicoten

Buurtschappen: Baarle-Nassau Grens · Boschhoven · Driehuizen · Eikelenbosch · Gorpeind · Groot-Bedaf · 't Groeske · Heesboom · Heikant · Heikant · Het Goordonk · Hoogeind · Huisvennen · Keizershoek · Klein-Bedaf · Liefkenshoek · Loveren · Maaijkant · Nieuwe Strumpt · Nijhoven · Oude Strumpt · Reth · Reuth · Schaluinen · Tommel · Veldbraak · Voske

Noord-Brabant: Steden en dorpen      Nederland: Provincies · Gemeenten